# Papa Leão XI
Leão XI, nascido Alessandro Ottaviano de' Médici; (Florença, 2 de junho de 1535 - Roma, 27 de abril de 1605) foi o Papa da Igreja Católica e Soberano dos Estados Papais de 1 de abril de 1605 até a data de sua morte. Seu pontificado é um dos mais curtos na história, pois durou menos de um mês. Era da proeminente Casa dos Médici, originário de Florença. A mãe de Medici se opôs à sua entrada no sacerdócio e tentou impedi-lo dando-lhe honras seculares, mas após a morte dela, ele finalmente foi ordenado sacerdote em 1567. Em sua carreira, ele serviu como embaixador de Florença no papa, bispo de Pistoia. Arcebispo de Florença, legado papal da França, e como cardeal Prefeito da Congregação dos Bispos e dos Religiosos. Ele foi eleito para o papado no conclave papal de março de 1605 e foi o papa por 26 dias.

## Biografia

### Início da vida
Alessandro Ottaviano de' Medici nasceu em Florença como filho de Francesca Salviati e Ottaviano. Ele era o sobrinho-neto do Papa Leão X. O pai de Alessandro morreu quando criança e ele foi educado em casa por um padre dominicano, Vincenzo Ercolano.
Medici sentiu o chamado ao sacerdócio, mas sua mãe se opôs à sua vocação, pois ele era o único homem da família. Para desencorajar isso, ela o enviou à corte do Grão-Duque da Toscana, que o considerou cavaleiro de San Stefano. Mais tarde, ele viajou para Roma em 1560, onde iniciou uma amizade e colaboração ao longo da vida com Filipe Néri, futuro santo. Foi Neri quem previu que ele ascenderia ao pontificado. A mãe de Medici morreu em 1566, altura em que ele continuou seus estudos para se tornar padre. Isso levou à sua ordenação em 22 de julho de 1567.

### Sacerdócio

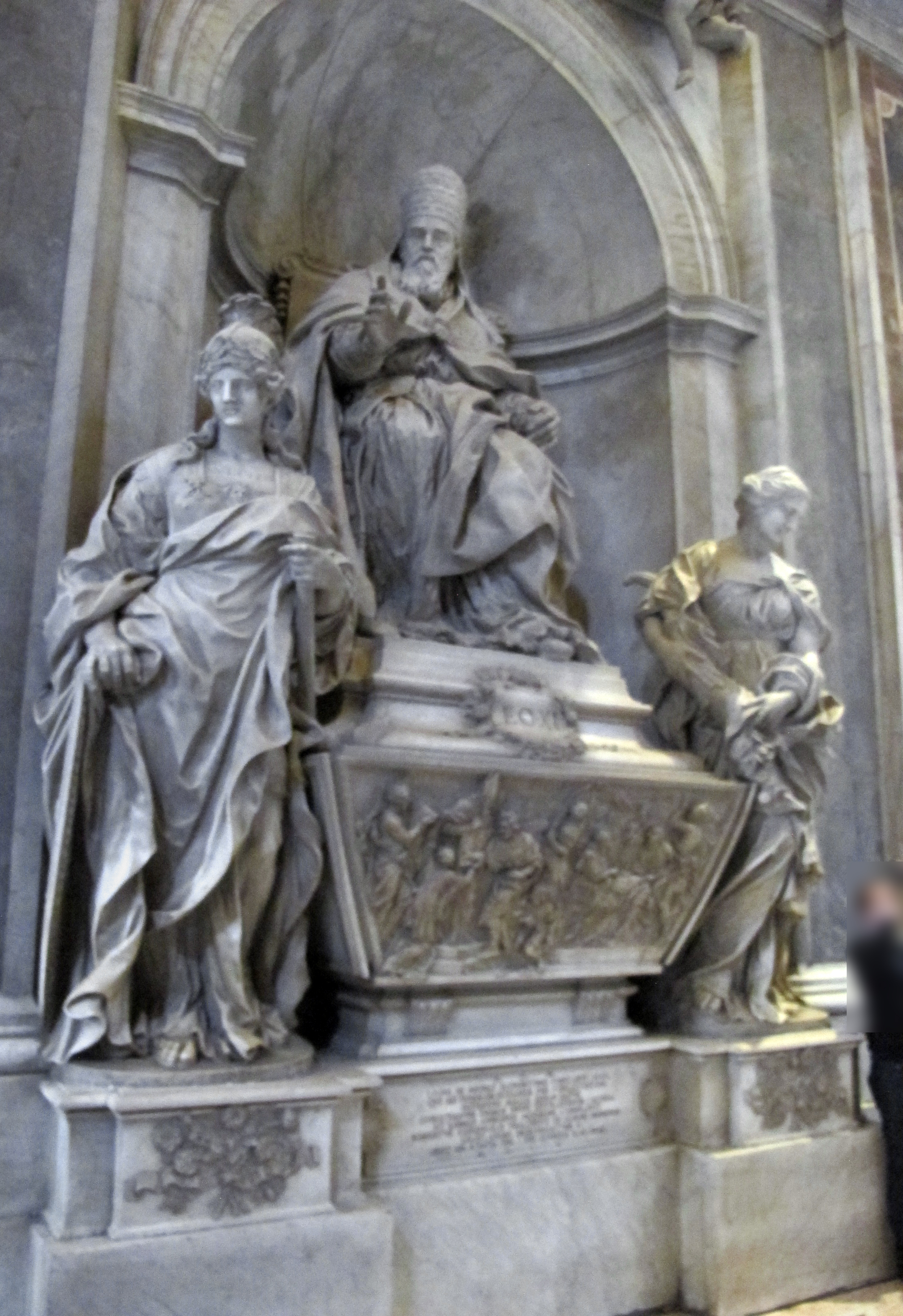
Tumba de Leão XI na Basílica de São Pedro, por Alessandro Algardi

Alessandro serviu como o florentino embaixador ao Papa Pio V 1569-1584 e mais tarde foi nomeado pelo Papa Gregório XIII como o Bispo de Pistoia em 1573. Em março 1573, após a nomeação, ele recebeu a consagração episcopal em Roma. Mais tarde, ele foi nomeado arcebispo de Florença em 1574.
Medici foi elevado ao cardinalado em 1583 e o Papa Sisto V tornou o Cardeal-Sacerdote de Santos Ciríaco e Julita: um título que recebeu em 9 de janeiro de 1584. Era uma igreja titular revertida do nome anterior de San Ciriaco alle Terme Diocleziane . No período seguinte, ele optou por outras igrejas titulares.
Em 1596, o papa Clemente VIII o enviou como legado papal para a França, onde Maria de' Medici era rainha. Ele permaneceu lá até 1598, quando recebeu a notícia de sua nomeação como Prefeito da Congregação dos Bispos e Regulares.

## Pontificado

### Eleição papal
Em 14 de março de 1605, onze dias após a morte de Clemente VIII, 62 cardeais entraram no conclave . Entre os candidatos ao papado, destacaram-se o grande historiador César Barônio e o famoso polêmico jesuíta Roberto Belarmino, futuro santo.
Mas Pietro Aldobrandini, o líder do partido italiano entre os cardeais, aliou-se aos cardeais franceses e provocou a eleição de Alessandro contra o desejo expresso do rei Filipe III de Espanha. Diz-se que o rei Henrique IV de França gastou 300 mil escudos na promoção da candidatura de Alessandro.
Em 1 de abril de 1605, o cardeal Alessandro de' Medici foi eleito papa. Ele escolheu para ser chamado Leão XI em homenagem ao seu tio Papa Leão X. Foi coroado em 10 de abril de 1605 pelo protodeacon, cardeal Francesco Sforza, e tomou posse da Arquibasílica de São João de Latrão em 17 de abril de 1605.

## Morte
Quando ele foi eleito, Leo XI tinha quase 70 anos e morreu 27 dias depois. Sua morte foi resultado de fadiga e frio na cerimônia de posse da Arquibasílica de São João de Latrão em 17 de abril; ele começou a sofrer de febre no dia seguinte. Ele foi chamado de Papa Lampo ("Papa Relâmpago") porque seu papado foi muito curto.

## Brasão
- Descrição: Escudo eclesiástico de jalde com cinco arruelas de goles postas: 2,2 e 1; acompanhadas em chefe de uma arruela maior de blau carregado com três flores de lis de jalde postas: 2 e 1.

Brasão pontifício de Leão XI

O escudo está assente em tarja branca. O conjunto pousado sobre duas chaves decussadas, a primeira de jalde e a segunda de argent, atadas por um cordão de goles, com seus pingentes. Timbre: a tiara papal de argente, com três coroas de jalde. Quando são postos suportes, estes são dois anjos de carnação, sustentando cada um, na mão livre, uma cruz trevolada tripla, de jalde.
- Interpretação: O escudo obedece às regras heráldicas para os eclesiásticos. Nele estão representadas as armas familiares do pontífice, os Medici, já presentes no brasão de Leão X, Clemente VII e Pio IV. O campo de jalde (ouro) simboliza: nobreza, autoridade, premência, generosidade, ardor e descortínio. As arruelas são círculos de esmalte que para alguns autores representam a sorte, por imitarem a face de um dado; para outros representam um plano de corte de um tronco de árvore e ainda a matéria prima que pode ser comercializada e transformada em moeda.

As arruelas de goles (vermelho), também ditas “guses”, representam, por seu esmalte, valor, empreendimento, ousadia e ainda o fogo da caridade inflamada no coração do Soberano Pontífice pelo Divino Espírito Santo, que o inspira diretamente do governo supremo da Igreja, bem como valor e o socorro aos necessitados, que o Vigário de Cristo deve dispensar a todos os homens.

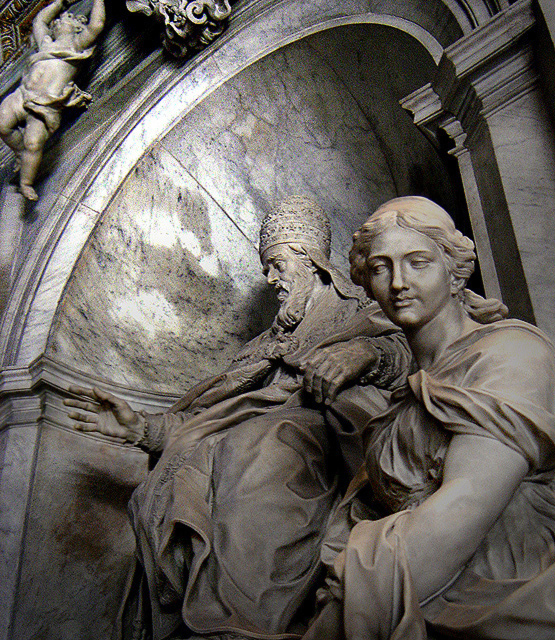
Monumento funerário a Leão XI, Vaticano

A arruela de blau (azul), também dita “heurte”, carregada de três flores-de-lis, são o símbolo da Casa Real da França, á qual se ligou a Casa de Médici. Os elementos externos do brasão expressam a jurisdição suprema do papa. As duas chaves "decussadas", uma de jalde (ouro) e a outra de argente (prata) são símbolos do poder espiritual e do poder temporal. E são uma referência do poder máximo do Sucessor de Pedro , relatado no Evangelho de São Mateus, que narra que Nosso Senhor Jesus Cristo disse a Pedro: "Dar-te-ei as chaves do reino dos céus, e tudo o que ligares na terra será ligado no céu, e tudo o que desligares na terra, será desligado no céu" (Mt 16, 19). Por conseguinte, as chaves são o símbolo típico do poder dado por Cristo a São Pedro e aos seus sucessores. A tiara papal, usada como timbre, recorda, por sua simbologia, os três poderes papais: de Ordem, Jurisdição e Magistério, e sua unidade na mesma pessoa.